# Оушансајд (Орегон)
Оушансајд (енгл. Oceanside) насељено је место без административног статуса у америчкој савезној држави Орегон.

## Демографија
По попису из 2010. године број становника је 361, што је 35 (10,7%) становника више него 2000. године.
| Група             | 2000.       | 2010.       |
| Белци             | 311 (95,4%) | 335 (92,8%) |
| Афроамериканци    | 2 (0,6%)    | 1 (0,3%)    |
| Азијати           | 6 (1,8%)    | 2 (0,6%)    |
| Хиспаноамериканци | 4 (1,2%)    | 19 (5,3%)   |
| Укупно            | 326         | 361         |